# فهرست خسارات هواپیما در طول جنگ روسیه و اوکراین
در این مقاله فهرستی از تلفات هواپیماهای اوکراینی و روسی در طول مداخله‌های نظامی روسیه و اوکراین، از جمله جنگ در دونباس و حمله ۲۰۲۲ روسیه به اوکراین آمده است.

## جنگ دونباس (۲۰۱۴)
در طول جنگ دونباس، در ۲۰ نوامبر ۲۰۱۴، منابع اوکراینی در کنفرانسی در لندن گزارش دادند که مجموع تلفات هوایی اوکراین در جریان درگیری در شرق این کشور عبارت است از؛ یک سوخو-۲۴، شش سوخو-۲۵، دو میگ-۲۹، یک آنتونوف-۲۶، یک آنتونوف-۳۰ و یک ایلیوشین-۷۶. تلفات هلیکوپترها به ۵ فروند ‌ام‌آی-۸/۱۷ و پنج ام‌آی-۲۴ گزارش شد.   

### تلفات هواپیماهای نیروهای جدایی‌طلب و روسیه
- نیروهای جدایی‌طلب یا روسیه - اوت ۲۰۱۴: یک پهپاد Forpost در شرق اوکراین سرنگون شد. [۴]
- نیروهای جدایی‌طلب یا روسیه - اکتبر ۲۰۱۴: یک پهپاد Forpost در شرق اوکراین از دست رفت. [۴]
- نیروهای جدایی‌طلب یا روسیه - می ۲۰۱۵: یک پهپاد Forpost توسط گردان Dnipro-1 اوکراین در Pesky، اوکراین سرنگون شد. [۴]
- نیروهای جدایی‌طلب یا روسیه - اکتبر ۲۰۱۶: یک پهپاد Forpost در شرق اوکراین از دست رفت. [۴]
- نیروهای جدایی‌طلب یا روسیه - اکتبر ۲۰۱۶: یک پهپاد Forpost در شرق اوکراین از دست رفت. [۴]
- نیروهای جدایی‌طلب یا روسیه - ۱۳اکتبر ۲۰۱۸: یک بالگرد Mi-24 اوکراینی، یک پهپاد اورلان-۱۰ با استفاده از شلیک توپ در نزدیکی لیسیچانسک سرنگون کرد. [۵]

## حمله روسیه به اوکراین (۲۰۲۲)

### تلفات هواپیماهای اوکراینی
- نیروی هوایی اوکراین - ۲۴ فوریه ۲۰۲۲: یک هواپیمای ترابری آنتونوف-۲۶ در جنوب کیف سرنگون شد، از ۱۴ خدمهٔ پرواز این هواپیما ۵ نفر کشته شدند. [۶] [۷]
- نیروی هوایی اوکراین - ۲۴ فوریه ۲۰۲۲: پس از حمله روسیه به فرودگاه نظامی در ژیپتومیر، یک سوخو-۲۷ و یک خودروی سوخت‌رسان در آتش سوختند. [۸]
- نیروی هوایی اوکراین - ۲۵ فوریه ۲۰۲۲: صدای انفجارهای شدید بامداد جمعه در کی‌یف شنیده شد. معاون وزیر دفاع از سقوط یک فروند سوخو-۲۷ اوکراینی بر فراز این شهر خبر داد. این هواپیما در یک مجتمع مسکونی اتفاق افتاد و خلبان آن، سرهنگ اولکساندر اوکسانچنکو، کشته شد. [۹] [۱۰]
- (۲)  نیروی هوایی اوکراین - ۲۷ فوریه ۲۰۲۲: دو فروند سوخو-۲۵ "Blue 19" و یک فروند هواپیمای ناشناس در منطقه خرسون سرنگون شدند. خلبانان کشته شده بودند. عکس‌هایی از از‌دست‌رفتن هر دو هواپیمای اوکراینی منتشر شد. [۱۱] [۱۲] [۱۳]
- (۶)  نیروی هوایی اوکراین - ۲۷ فوریه ۲۰۲۲: ویدئویی منتشر شد که در نتیجه یک حمله موشکی به فرودگاه اوکراین، شش جنگنده جت میگ-۲۹ به شدت آسیب دیده‌اند. [۱۴] [۱۵]
- Ukraine هواپیمای غیرنظامی اوکراینی  - ۲۷ فوریه ۲۰۲۲: بزرگترین هواپیمای جهان آنتونوف-۲۲۵ مریا در نبرد فرودگاه آنتونوف بر اثر بمباران روسیه در آشیانه منهدم شد. [۱۶]
- نیروی هوایی اوکراین - ۲ مارس ۲۰۲۲: فرماندهی نیروی هوایی اوکراین اعلام کرد که یک فروند میگ-۲۹ در جریان نبرد هوابه‌هوا با سوخو-۳۴های روسی از دست رفته است و جستجو برای پیدا‌کردن خلبان درحال انجام است. [۱۷]
- نیروی هوایی اوکراین - ۳ مارس ۲۰۲۲: وزارت دفاع اوکراین از منهدم‌شدن یک فروند سوخو ۲۷ بر فراز کروپیونیتسکی در مرکز اوکراین خبر داد. خلبان آن سرگرد استپان چوبان، کشته شد. [۱۸]
- نیروی هوایی اوکراین - ۱۰ مارس ۲۰۲۲: یک فروند سوخو-۲۵ در نزدیکی نُوا کالخوا، خرسون سرنگون شد.
- نیروی هوایی اوکراین - ۱۱ مارس ۲۰۲۲: یک پهپاد شناسایی تو-۱۴۱ در مقابل یک محوطه دانشجویی در زاگرب، کرواسی سقوط کرد. رئیس جمهور کرواسی، زوران میلانوویچ، گفت که واضح است که هواپیمای بدون سرنشین از جهت اوکراین آمده و پس از پرواز بر فراز مجارستان وارد کرواسی شده است.
- نیروی هوایی اوکراین - ۱۱ مارس ۲۰۲۲: یک پهپاد شناسایی Leleka-100 در اوکراین مفقود شد.

### تلفات هواپیماهای روسی
- نیروی هوایی روسیه - ۲۴ فوریه ۲۰۲۲: مقامات اوکراینی ادعا کردند که ۵ هواپیمای جت روسی را ساقط کرده‌اند [۱۹].
- (۲) نیروی هوایی روسیه - ۲۴ فوریه ۲۰۲۲: فیلم ویدئویی از کی‌یف نشان می‌دهد که دو هلیکوپتر روسی توسط MANPADهای اوکراینی مورد هدف قرار گرفته‌اند. یک بالگرد Mi-8/Mi-24/35 سرنگون شده و در آب سقوط کرده است. [۲۰] یکی دیگر از هلیکوپترهای تهاجمی روسیه یک کاموف-۵۰ در اثر آتش MANPAD آسیب دید و سقوط کرد. رسانه‌های اجتماعی بعداً نشان دادند که هلیکوپتر آسیب‌دیده در نزدیکی کی‌یف رها شده است. [۲۱]
- نیروی هوایی روسیه - ۲۴ فوریه ۲۰۲۲: یک هواپیمای آنتونوف-۲۶روسی در منطقه ورونژ نزدیک اوکراین سقوط کرد و تعداد نامعلومی از سرنشینان آن کشته شدند. [۲۲]
- نیروی هوایی روسیه - ۲۵ فوریه ۲۰۲۲: نیروهای اوکراینی به نیروی هوایی روسیه در میلروو حمله کردند و حداقل یک سوخو ۳۰ روسی را در زمین با موشک توچکا منهدم کردند. [۲۳] [۲۴]
- نیروی هوایی روسیه - ۲۵ فوریه ۲۰۲۲: نیروهای اوکراینی یک هلیکوپتر روسی را در استان خرسون با آتش زمینی سرنگون کردند. [۲۵] بعداً لاشه یک میگ-۳۵ در خرسون کشف شد. [۲۶]
- نیروی هوایی روسیه - ۲ مارس ۲۰۲۲: یک هواپیمای روسی سوخو-۲۵ با شماره ثبت RF-91961 در Kalynivka، منطقه Vinnytsia اوکراین سرنگون شد. [۲۷]
- (۲) نیروی هوایی روسیه - ۴ مارس ۲۰۲۲: دو سوخو-۲۵ روسی، یکی با رجیستر RF-93026، بر فراز وُلنواخا، اوکراین، سرنگون شد. تصاویری از لاشه‌های جنگنده‌ها در شبکه‌های اجتماعی منتشر شد.[۲۸]
- (۲) نیروی هوایی روسیه - ۵ مارس ۲۰۲۲: یک سوخو-۳۴-رد ۲۴ دو سرنشینه توسط ارتش اوکراین در نزدیکی چرنیهف سرنگون شد. هر دو خلبان اجکت کردند. نیروهای اوکراینی خلبان را دستگیر کردند اما کمک‌خلبان کشته‌شد.[۲۹] همچنین در این روز یک سوخو-۳۴ دیگر در آختوبینسک سرنگون شد.[۳۰][۳۱][۳۲]
- (۲) نیروی هوایی روسیه - ۵ مارس ۲۰۲۲: یک بالگرد Mi-24/35 در استان کی‌یف سرنگون شد. این رهگیری به صورت ویدئویی ضبط شد و بعداً صحت آن تأیید شد.[۳۳][۳۴] همچنین یک بالگرد Mi-35، با رجیستر RF-13017 در منطقه باشتانکا سرنگون شد. تصویر سقوط این بالگرد در شبکه‌های اجتماعی منتشر شد.[۲۹]
- هواپیمایی نیروی دریایی روسیه - ۵ مارس ۲۰۲۲: یک سوخو-۳۰ام، متعلق به هواپیمایی نیروی دریایی در باشتانکا سرنگون شد. خلبان دستگیر شد.[۳۵][۲۹]
- نیروی هوایی روسیه - ۵ مارس ۲۰۲۲: یک پهپاد اورلان-۱۰ در اوکراین ساقط شد.
- نیروی هوایی روسیه - ۶ مارس ۲۰۲۲: در ابتدای شب، یک سوخو-۳۴ توسط پدافند هوایی اوکراین مورد هدف قرار گرفت و در نزدیکی خارکوف سقوط کرد. یکی از خلبانان این جنگنده اسیر شد. این هواپیما ابتدا به اشتباه به عنوان سوخو-۲۵ شناسایی شد، اما لاشه هواپیما نشان‌ داد که هواپیما یک سوخو-۳۴ با شماره ثبت RF-95070 بوده است.
- نیروی هوایی روسیه - ۱۰ مارس ۲۰۲۲: یک سوخو-۲۵ با شماره ثبت RF-91969 در نزدیکی کی‌یف سقوط کرد و خلبان کشته شد.
- نیروی هوایی روسیه - ۱۱ مارس ۲۰۲۲: یک پهپاد Forpost در ژیتومیر منهدم شد. رسانه‌های محلی خبر را منتشر کردند.
- نیروی هوایی روسیه - ۱۲ مارس ۲۰۲۲: یک بالگرد روسی کا-۵۲ با شماره ثبت RF-13409 حوالی خرسون سرنگون شد. یکی از خلبان‌ها کشته شد و دیگری به‌شدت آسیب دید.

### ضررهای دیگر اپراتورها
- (۲)  نیروی هوایی رومانی - یک میگ-۲۱ در حین گشت‌زنی هوایی در نزدیکی مرز اوکراین سقوط کرد. یک اس‌آ ۳۰۰ پوما که در ماموریت جستجو و نجات میگ ۲۱ گم شده بود، با پنج کشته سقوط کرد. [۳۶]